# Bétlitsa
Bétlitsa (ruso: Бе́тлица) es un asentamiento rural y posiólok de Rusia, capital del raión de Kúibyshev en la óblast de Kaluga.
En 2021, el territorio del asentamiento tenía una población de 4483 habitantes, de los cuales 3959 vivían en el propio asentamiento y el resto en diez pedanías, de las cuales la única que supera el centenar de habitantes es la aldea de Sadovishche.
Se ubica unos 20 km al suroeste de Kírov, junto al límite con la óblast de Briansk.

## Historia
Fue fundado en 1930 como poblado ferroviario de la línea de ferrocarril de Kírov a Róslavl. La Unión Soviética le dio el estatus de capital distrital en 1945.